# Еритреја на Светском првенству у атлетици на отвореном 2019.
Еритреја је учествовала на 17. Светском првенству у атлетици на отвореном 2019. одржаном у Дохи од 27. септембра до 6. октобра дванаести пут. Репрезентацију Еритреје представљало је 6 такмичара (5 мушкараца и 1 жена) који су се такмичили у 4 дисциплина (3 мушке и 1 женска).,
На овом првенству такмичари Еритреје нису освојили ниједну медаљу. У табели успешности према броју и пласману такмичара који су учествовали у финалним такмичењима (првих 8 такмичара) Еритреја је са 1 учесником у финалу делила 58. место са 3 бода.
| Плас. | Земља    | 1. место | 2. место | 3. место | 4. место | 5. место | 6. место | 7. место | 8. место | Бр. финал. | Бод. |
| ----- | -------- | -------- | -------- | -------- | -------- | -------- | -------- | -------- | -------- | ---------- | ---- |
| =58.  | Еритреја | 0        | 0        | 0        | 0        | 0        | 1        | 0        | 0        | 1          | 3    |

## Учесници
| Мушкарци: - Арон Кифле — 10.000 м - Зерсенај Тадезе — Маратон - Мерхави Кесете — Маратон - Окубај Цегај — Маратон - Јемане Хаилеселасије — 3.000 м препреке | Жене: - Назрет Велду — Маратон |

## Резултати

### Мушкарци
| Атлетичар            | Дисциплина       | Лични рекорд | Квалификације      | Квалификације      | Финале               | Финале       | Детаљи |
| Атлетичар            | Дисциплина       | Лични рекорд | Резултат           | Место              | Резултат             | Место        | Детаљи |
| -------------------- | ---------------- | ------------ | ------------------ | ------------------ | -------------------- | ------------ | ------ |
| Арон Кифле           | 10.000 м         | 27:09,92     |                    |                    | 28:16,74             | 15 / 18 (21) |        |
| Зерсенај Тадезе      | Маратон          | 2:09:06      | 2:11:29 ЛРС        | 6 / 55 (73)        |                      |              |        |
| Мерхави Кесете       | Маратон          | 2:09:06      | Нису завршили трку | Нису завршили трку |                      |              |        |
| Окубај Цегај         | Маратон          | 2:06:46 НР   | Нису завршили трку | Нису завршили трку |                      |              |        |
| Јемане Хаилеселасије | 3.000 м препреке | 8:11,22 НР   | 8:26,58            | 7. у гр. 2         | Није се квалификовао | 23 / 44 (46) |        |

### Жене
| Атлетичарка  | Дисциплина | Лични рекорд | Квалификације | Квалификације | Полуфинале | Полуфинале | Финале   | Финале       | Детаљи |
| Атлетичарка  | Дисциплина | Лични рекорд | Резултат      | Место         | Резултат   | Место      | Резултат | Место        | Детаљи |
| ------------ | ---------- | ------------ | ------------- | ------------- | ---------- | ---------- | -------- | ------------ | ------ |
| Назрет Велду | Маратон    | 2:28:57      |               |               |            |            | 2:53:45  | 23 / 40 (70) |        |